# Секурітате
Секурітате (рум. Departamentul Securităţii Statului — Департамент державної безпеки) — таємна поліція в Соціалістичній Республіці Румунії в 1948-1989.

## Історія

### Заснування
Головне управління народної безпеки (рум. Direcția Generală a Securității Poporului, DGSP, яке неофіційно називають Секурітате) офіційно засноване 30 серпня 1948 указом № 221/30 Президії Великих національних зборів. Його метою було «захистити демократичні завоювання і гарантувати безпеку Румунської Народної Республіки у відношенні як внутрішньої і зовнішніх ворогів».
Секурітате було створено за допомогою СМЕРШ. Операції, які проводилися СМЕРШем в Румунії під назвою Brigada Mobilă («Мобільні бригади»), очолював до 1948 полковник НКВС. Першим директором Секурітате був генерал НКВС Георге Пінтіліе (справжнє ім'я Пантелей або Тимофій Бондаренко). Олександр Нікольші (тоді ще генерал) і ще один радянський офіцер, генерал-майор Володимир Мазур, поділили між собою посади директорів. Вільгельм Ейнхорн був першим секретарем Секурітате.
Володимир Тісменяну казав: «Якщо хтось не розуміє ролі політичних головорізів, таких як радянських шпигунів Пінтіліе і Олександра Нікольського в здійсненні терору в Румунії під час найстрашнішого сталінського періоду, і їх особисті зв'язки з Георге Георгіу-Деж та членами його оточення, важко зрозуміти походження і роль Секурітате».
Спочатку, багато хто з агентів Секурітате був членом Сигуранци. Проте, незабаром, Пінтіліе наказав усіх, хто служив в Сигуранці, заарештувати, а замість них він найняв членів Комуністичної партії.

### Методи
У 1980-х, Секурітате почав масову кампанію з викорінення інакомислення в Румунії, маніпулюючи населенням країни за допомогою чуток, махінацій, громадських доносів, заохоченням конфліктів між верствами населення, публічним приниженням інакомислячих, цензурою і придушенням навіть найменших жестів незалежності інтелектуалів. Часто термін «інтелектуал» використовувався у Секурітате для опису дисидентів з вищою освітою, наприклад, студентів коледжів і університетів, письменників, режисерів та науковців, які були в опозиції до Комуністичної партії. Вбивства були також використані для придушення інакомислення, такі, як замах на високопоставленого перебіжчика Іона Міхая Пачепу, який отримав два смертних вироки з Румунії в 1978, і Чаушеску оголосив про нагороду у розмірі двох мільйонів доларів США за його місцезнаходження.
Можливість без дозволу увійти до будь-якого будинку і встановлення мікрофонів були тактикою Секурітате для добування інформації з загального населення. Телефонні розмови були об'єктом постійного моніторингу, і всі внутрішні та міжнародні факс і телекс зв'язки перехоплювалися. Методи Секурітате були значною мірою аналогічні КДБ і Штазі, і часто подібна технологія була використана у вирішенні таємних завдань.
Присутність Секурітате була настільки поширена, що вважалося що один з чотирьох румунів був донощиком. Цього було достатньо, щоб унеможливити діяльність дисидентів.

### Крах
Секурітате було скасоване в кінці 1989, після повалення диктатора Ніколає Чаушеску.
Сьогодні багато хто з відомих людей, великих підприємців і мільйонерів у Румунії, були високопоставленими членами або співробітниками Секурітате.

### Реорганізація
У 1991 парламент Румунії прийняв закон про реорганізацію Секурітате. Її було розділено на такі служби:
- SRI (рум. Serviciul Român de Informaţii) — служба контррозвідки
- SIE (рум. Serviciul de Informaţii Externe) — служба зовнішньої розвідки
- SPP (рум. Serviciul de Protecţie şi Pază) — служба охорони вищих службовців
- STS (рум. Serviciul de Telecomunicaţii Speciale) — служба технічної розвідки
- Жандармерія (рум. Jandarmeria Română)

## Підрозділи

### Генеральне управління з технічних операцій
Генеральне управління з технічних операцій було однією з найважливіших частин Секурітате. Створене за допомогою Радянського Союзу в 1954, воно стежило за всіма голосовими та електронних комунікаціями в Румунії. Співробітники цієї служби прослуховували усі телефони і перехопили всі телеграфні і телекс повідомлення, а також розміщали мікрофони в державних і приватних будинках. Майже всі розмови, проведені в комуністичній Румунії були прослуховані цим відділом.

### Управління контррозвідки
Управління контррозвідки обстежувало всіх іноземців в Румунії, і робило все можливе, щоб перешкодити контактам між іноземцями і румунами. Воно реєструвало усі контакти громадян Румунії з іноземцями, які повинні були доложити про зустріч протягом 24 годин. Також, одним із завдань цього управління було завдання зупинити румунів, які шукають притулку в іноземних посольствах.

### Управління пенітенціарних установ
Управління керувало румунськими в'язницями, які були відомі своїм жахливих умовах. В той час в'язнів регулярно били, відмовляли у медичній допомозі, віднімали в них їх пошту, а іноді навіть вводили смертельні дози отрути.

### Управління з питань внутрішньої безпеки
Після втечі Іона Міхая Пачепи в 1978, і його викриття таких деталей режиму Чаушеску, як співпраця з арабськими терористами і масивне шпигунство на американських об'єктах промисловості, відділ був реформований для контролю за іншими відділами в Секурітате.

### Національна комісія у справах віз і паспортів
Національна комісія у справах віз і паспортів контролювала усі поїздки як всередині самої Румунії, так за її межами. По суті, виїзд за кордон було майже неможливим для будь-кого, але високопоставлені чиновники партії, і будь-які інші звичайні румуни, які подали документи на паспорт, були негайно поміщені під спостереження. Багато євреїв і етнічні німців отримали паспорти і виїзні візи через мовчазну угоду з ізраїльською і західнонімецької урядами, згідно з яким Румунія отримала платіж у розмірі 5 до 10 тисяч доларів за виїзну візу. Коли закони, пов'язані з поїздками за кордон були пом'якшені в 1988, 40 000 румунів відпралися в Угорщину, відмовляючись повернутися на батьківщину.

### Управління військами державної безпеки
Управління з безпеки військ командувало 20 000 воєнізовані силами, оснащених артилерією і бронетранспортерами. Вони охороняли теле- і радіостанції, а також партійні будівлі. Для забезпечення повної лояльності до комуністичної партії серед цих військ було в п'ять разів більше співробітників Секурітате в Управлінні військами державної безпеки, ніж було в регулярній армії. У разі перевороту, це управління мало захищати режим. Ці війська також мали набагато кращі умови для життя, ніж їхні співвітчизники.
Після революції, Управління з безпеки військ була розформовано і замінено спочатку гвардією (Trupele де Pază şi Ordine), а в липні 1990 — жандармерією.

### Управління міліції
Управління міліції контролювало румунську міліцію, стандартні поліцейські сили, які проводили такі завдання, як, наприклад, рух контролю. У 1990 воно було замінене поліцією Румунії.

### Управління V
Основним завданням Управління V була охорона важливих державних службовців.

## Цікаві факти
- За всю свою історію Секурітате не мала ні емблеми, ні логотипу[3]. Уніформа секурітате нагадувала військову, але колір погонів у солдатів та сержантів, просвіти та канти на погонах офіцерів та генералів та нижня частина кашкетів мали синій колір, подібно до КДБ СРСР.